# Tange International

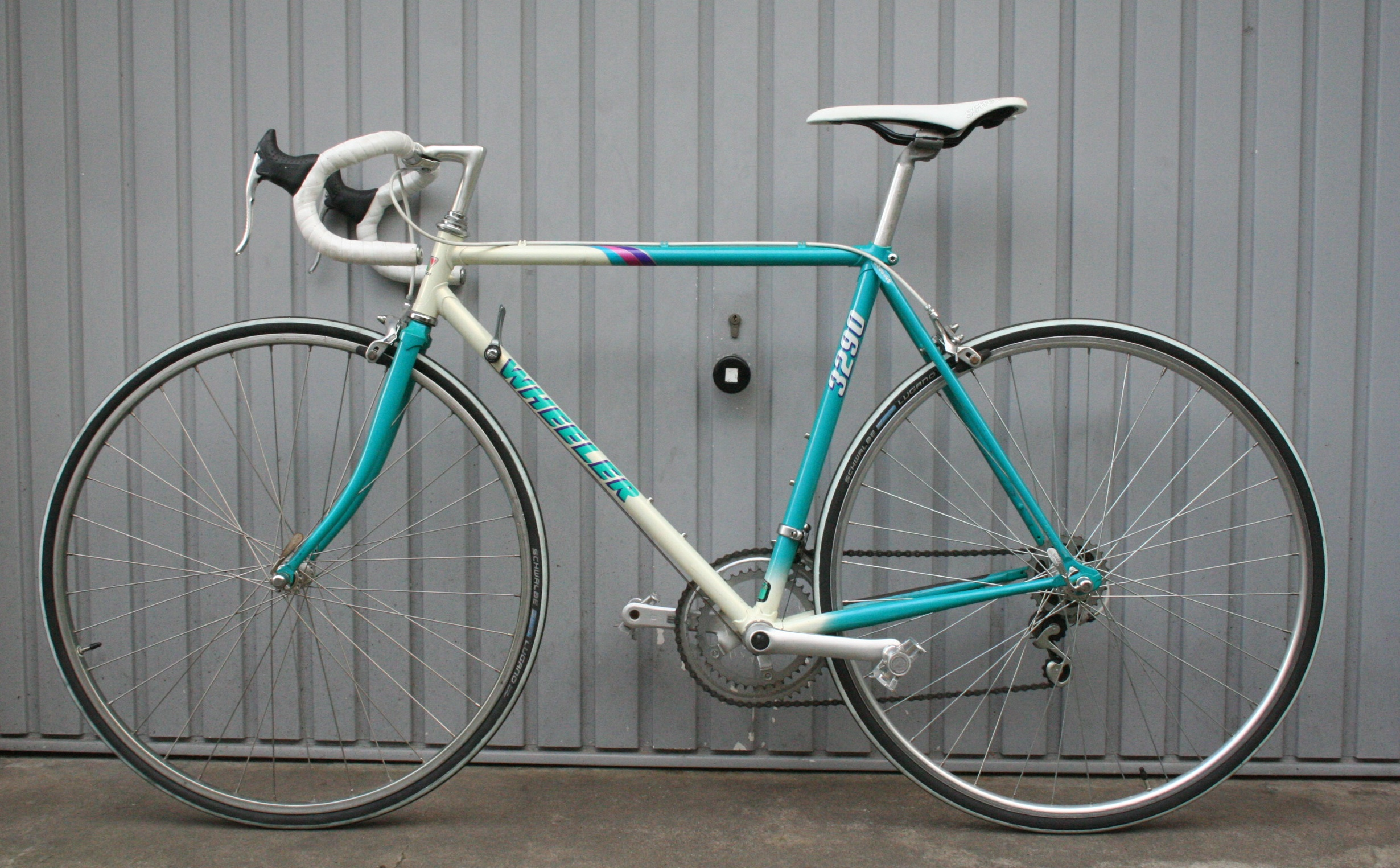
Wheeler-Rennrad aus den 1990er Jahren aus Tange-Rohr

Tange International Co. Ltd. ist ein japanischer Hersteller von Stahlrohren für den Fahrradrahmenbau. Die Firma wurde 1920 gegründet. Hauptkonkurrenten sind Reynolds Cycle Technology und Columbus Tubi.

## Geschichte
Yasujiro Tange gründete 1920 die Tange Manufacturing Co und begann, Fahrradgabeln zu bauen. 1950 zog das Werk nach Hokujo-cho, Sakai, sowie 1963 die Produktionsstätten und 1967 der Firmensitz nach Otorihigashi-machi, Sakai. 1958 erhielt Tange das JIS-Zertifikat als Produzent von Fahrradgabeln. 1979 wurde das Tochterunternehmen Tange Seiki K.K. gegründet, das Steuersätze und Bremsen herstellt. 2006 startete Tange einen neuen Anlauf in Europa und gründete zum zweiten Mal in der Firmengeschichte Tange Europe.
In den 1980er und frühen 1990er Jahren wurden unter anderem Fahrräder von Marken wie Panasonic (Japan), Nishiki (Japan), Giant (Taiwan / USA), Bridgestone (Japan) und Enik (Deutschland) aus Rohrsätzen von Tange gefertigt. Die italienische Marke Pinarello verwendete als erste das Tange Prestige anstelle von Columbus-Rohr. Heute stellen beispielsweise Soma (USA) und Dragocycles (Schweiz) Fahrräder aus Tange-Rohren her.

## Produkte
Die Firma produziert die Rahmenrohre Tange Chromo, Champion, Infinity, Prestige und Ultimate (in aufsteigender Qualität). Die Serie Tange 5 wurde in unterschiedlicher Qualität unter und über Tange Chromo gefertigt. Die Rohre werden heute teilweise in Taiwan produziert.
Tange Seiki K.K. fertigt vor allem Steuersätze und Bremsen.

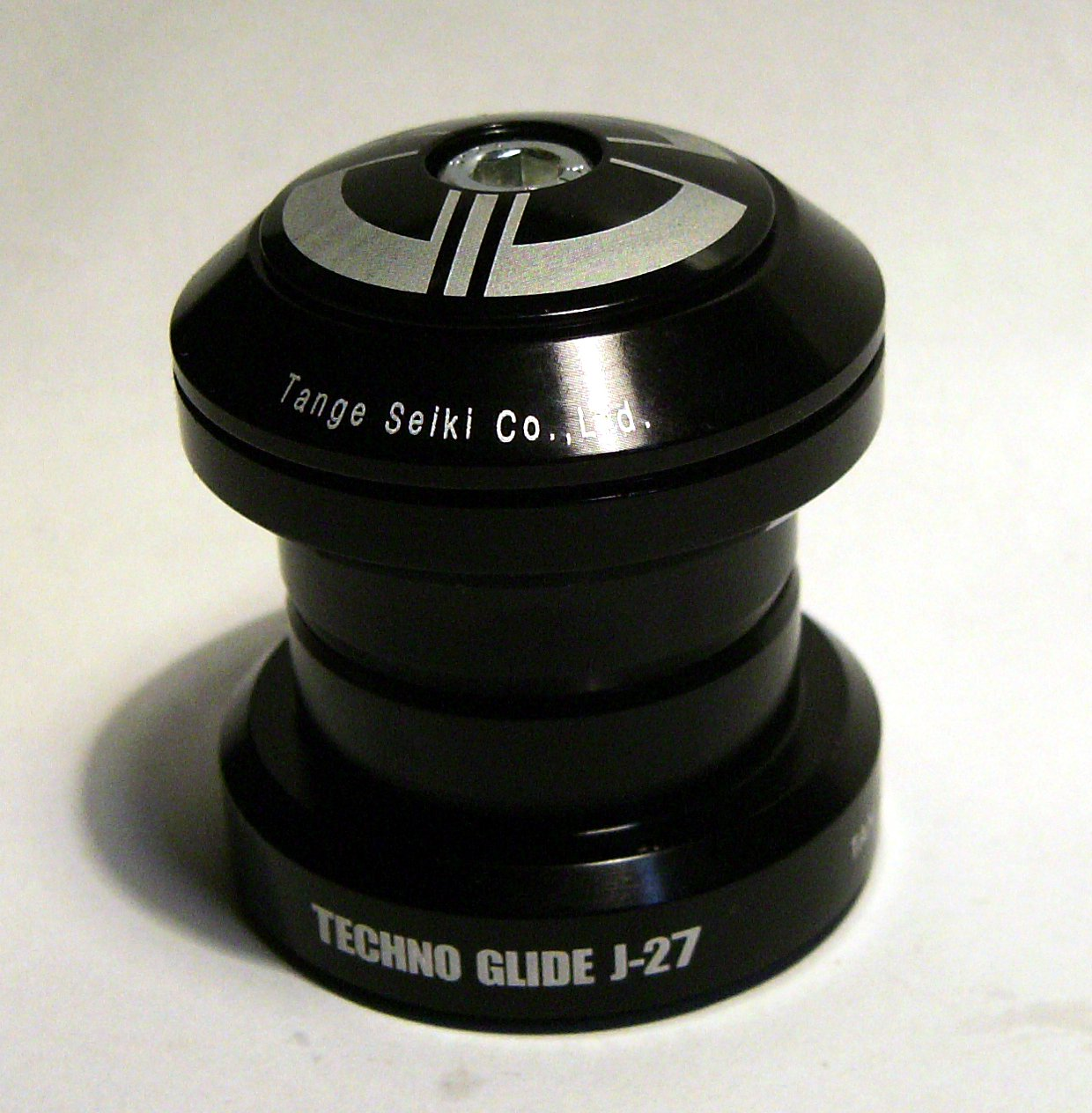
Tange-Steuersatz 1 1/8"
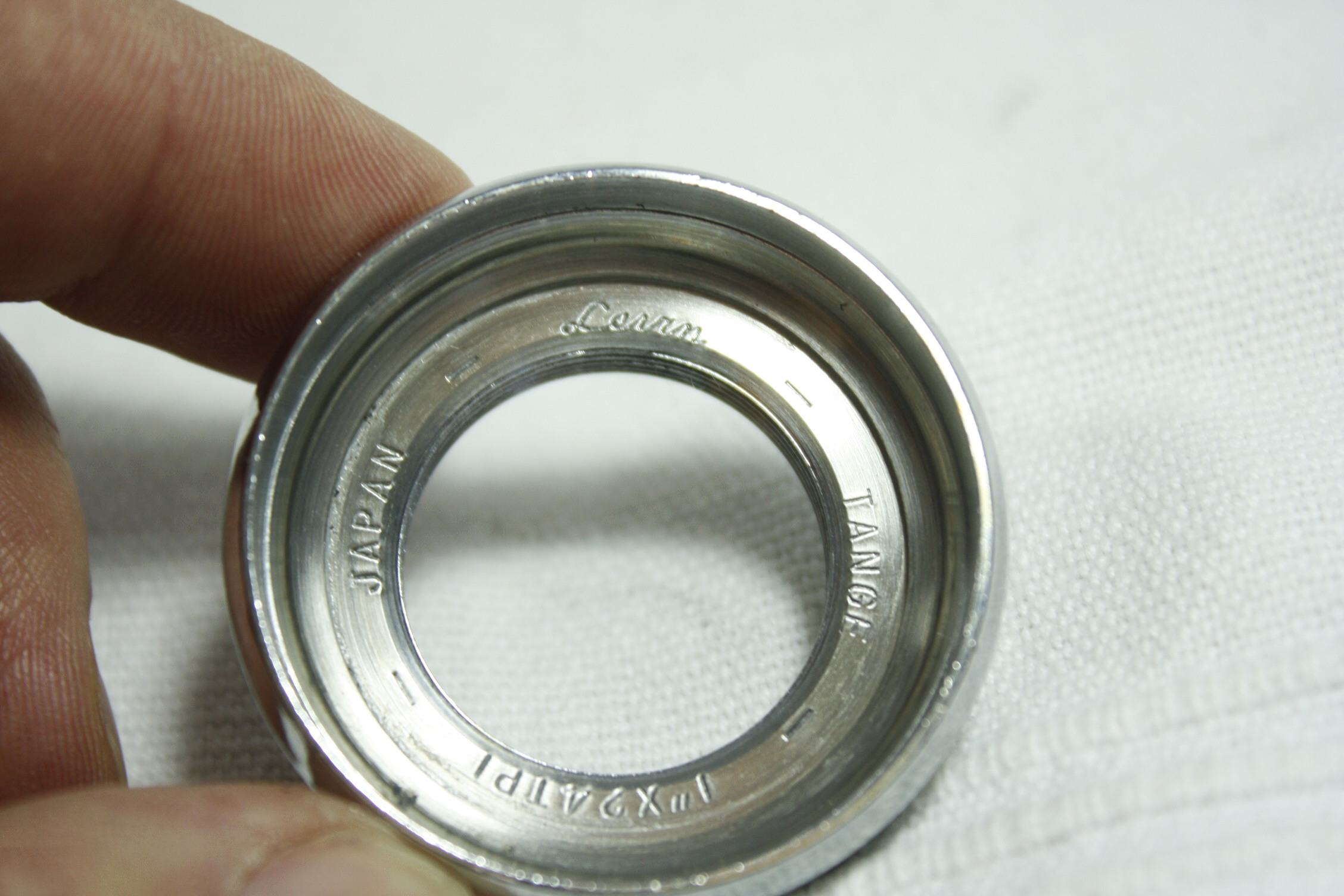
Tange Seiki K.K. Levin Steuersatz mit Gravur in der Lagerschale